# Ampelisca truncata
Ampelisca truncata är en kräftdjursart. Ampelisca truncata ingår i släktet Ampelisca och familjen Ampeliscidae. Inga underarter finns listade i Catalogue of Life.